# Chester Hill (Pennsylvanie)
Ne doit pas être confondu avec Chester Hill.
Chester Hill est un borough situé au centre-est du comté de Clearfield, en Pennsylvanie, aux États-Unis,. En 2010, il comptait une population de 883 habitants. Il est incorporé en mars 1883.

## Démographie
Lors du recensement de 2010, le borough comptait une population de 883 habitants. Elle est estimée, en 2019, à 943 habitants.

### Source de la traduction
- (en) Cet article est partiellement ou en totalité issu de l’article de Wikipédia en anglais intitulé « Chester Hill, Pennsylvania » (voir la liste des auteurs).